# Caffè internazionale
Caffè internazionale (Café de Paris) è un film del 1938, diretto da Yves Mirande e Georges Lacombe.

## Trama
Diversi esponenti del bel mondo si trovano al Café de Paris per il veglione di Capodanno.
Attorno alla mezzanotte si fa buio nel locale per meno di un minuto. Quando le luci si riaccendono, Lambert, direttore di giornale, è trovato morto con un coltello conficcato nella schiena.
La polizia fa bloccare tutte le uscite del locale e inizia l'inchiesta. Svariate sono le persone che potrebbero aver avuto dei moventi per l'omicidio: dal mercante d'armi che il direttore avrebbe potuto smascherare sulle colonne del proprio giornale, al giocatore d'azzardo che gli deve una fortuna, al giovane pretendente della figlia di Lambert, malvoluto dal padre.
Le autorità indaganti, dall'addetto alla sicurezza del locale, al commissario di polizia, al sostituto procuratore, sono in conflitto fra loro, e fra i clienti inizia a serpeggiare il nervosismo.
Si appura che una donna, che cenava insieme al proprio amante, al riaccendersi delle luci non si trovava più nel ristorante. L'uomo che era in sua compagnia, Louis Fleury, asserisce di non conoscerne l'identità ma la donna viene rintracciata a casa propria mentre sta preparando le valigie: non è altri che Geneviève, la vedova di Lambert, che viene ricondotta al locale. Su di lei e sul suo amante si appuntano ora i sospetti, tanto più che entrambi, in momenti diversi, confessano l'omicidio. Ma le loro asserzioni non reggono all'approfondimento delle indagini.
Un giornalista indica il possibile omicida in un uomo apparentemente privo di moventi, pure presente nel locale, e viene deriso per questa sua ipotesi giudicata dapprima infondata, ma che verrà indiscutibilmente verificata dalle autorità in un secondo momento.